# Henry Padovani
Pour les articles homonymes, voir Padovani.
 (août 2009).
Si vous disposez d'ouvrages ou d'articles de référence ou si vous connaissez des sites web de qualité traitant du thème abordé ici, merci de compléter l'article en donnant les références utiles à sa vérifiabilité et en les liant à la section « Notes et références ».
Henry Padovani (né le 13 octobre 1952 à Bastia, en Corse) est un auteur, compositeur et guitariste français.
Il est l'un des membres fondateurs du groupe The Police, et il a notamment joué avec Wayne County and the Electric Chairs et The Flying Padovani's.

## Biographie
(mai 2015).

### Jeunesse
Originaire de Luri village du Cap Corse, Henry commence la guitare à 14 ans et fréquente le foyer musical de son lycée de l'Empéri à Salon-de-Provence, et forme trois ans plus tard son premier groupe Lapsus. Il devient DJ dans un club d’Aix-en-Provence et rencontre en 1976 les Flamin' Groovies qui lui proposent de les suivre à Londres, ce qu'Henry fait quelque temps plus tard.

### The Police
Une fois à Londres, pensant ne rester que quelques semaines, Henry ne repart plus. Il s'installe chez un ami à Islington et fait la connaissance de Stewart Copeland. Celui-ci lui propose de monter un groupe dont il a déjà le nom - The Police - mais il leur manque un bassiste qui sache chanter. Stewart pense à Sting (Gordon Matthew Thomas Sumner de son vrai nom), repéré lors d'un concert à Newcastle ; il a détesté le groupe mais adoré Sting et celui-ci veut justement s'installer à Londres. La rencontre a lieu peu après et le groupe commence à répéter dans le squat que Stewart occupe à Mayfair avant de faire ses premières dates dans les clubs londoniens. Début février, à peine un mois plus tard, The Police entre au Pathway Recording Studios, petit studio 8 pistes que possède Bazzaa et enregistre ses premiers titres, dont le single Fall Out et Nothing Achieving.
Andy Summers rejoint The Police en juillet 1977, et le trio initial de Sting, Padovani et Copeland, passe à quatre. The Police se produit alors début août, au festival « Punk » de Mont-de-Marsan aux côtés de The Clash, The Damned, Eddie and the Hot Rods, etc. Mais le courant ne passe guère entre Henry Padovani, proche dans l'esprit du mouvement punk et Andy Summers, musicien de studio appliqué de dix ans plus âgé et leurs altercations sont fréquentes.
De retour à Londres, le groupe entre en studio avec le producteur John Cale, mais les choses se passent mal entre celui-ci et Andy Summers et cela ravive les tensions entre les deux guitaristes, à la suite de quoi Henry Padovani quitte le groupe pour rejoindre Wayne County and the Electric Chairs (qui devient les Mystère 5, sans Wayne County devenu Jayne, mais avec Chris Reeves au chant pour deux singles, chez Flicknife Records).

### The Flying Padovanis
En 1980, Henry Padovani forme The Flying Padovanis avec lesquels il sort deux albums. En 1984, il devient le directeur puis le vice-président de IRS Records (le label de Miles Copeland, frère de Stewart Copeland et manager de The Police) et gèrent ensemble le travail de R.E.M., The Go-Go's, The Lords of the New Church, The Fleshtones, The Cramps, The Bangles, etc.
Après le rachat en 1994 de IRS Records par EMI, Henry Padovani devient, avec Miles Copeland, le manager de Zucchero et, en 1998, celui des I Muvrini, contribuant à leur collaboration avec Sting (le morceau Terre d'Oru). Henry met fin à ses activités dans l'industrie musicale en 2000. En 2002, il écrit la musique du film La Vie comme elle va, puis celle de Ici Najac, à vous la terre (sélection officielle du Festival de Cannes 2006, nomination aux César du cinéma 2007), tous deux réalisés par Jean-Henri Meunier.

### En solo
En 2005, avec son complice Yves Aouizerate à la réalisation, il commence l'enregistrement de son premier album solo, A croire que c'était pour la vie, avec la participation de Sting, Stewart Copeland, Manu Katché, Steve Hunter, Glen Matlock et Chris Musto. Le titre phare de l'album - Welcome Home - est enregistré avec Sting et Stewart Copeland, réalisant ainsi de facto la reformation de la toute première mouture du groupe The Police en 1977.
Parallèlement, Henry Padovani commence la rédaction de son autobiographie qui relate ses débuts avec The Police et ses années folles des périodes punk et post-punk sur la scène londonienne, où il croise quelques-unes de ses figures les plus emblématiques (Pete Townshend, The Pretenders, Blondie, The Stray Cats). La même année sort le documentaire Flying Padovani d'André Mariaggi qui traite du personnage d'Henry dans sa relation à la musique, à la famille et à la Corse.
Son autobiographie Secret Police Man sort en 2006 chez Flammarion, en versions française et anglaise.
Jean-Henri Meunier réalise pour Arte un film basé sur les 15 chansons de son album A croire que c'était pour la vie, film conçu comme une sorte de road movie poétique. Depuis mai 2007, les jeunes réalisateurs Lionel Guedj et Stéphane Bébert travaillent sur un documentaire complet sur la vie d'Henry, Rock'n'roll...Of Corse, dans lequel on retrouve notamment Sting, Stewart Copeland, Miles Copeland, Kim Wilde, Mick Jones, Topper Headon, etc. 
Fin 2006, The Flying Padovanis annoncent leur reformation afin d'aller jouer au Fuji Rock festival (Japon) et ont en projet la sortie d’un coffret Collector, Three for Trouble, incluant titres inédits et vidéos de concerts filmés à Londres au début des années 1980. La sortie prévue à l'automne 2007 est accompagnée d’une tournée du groupe.
En avril 2007, l’album A croire que c’était pour la vie sort aux États-Unis, où il trouve un certain écho en radio et dans la presse spécialisée. Les sorties anglaise, scandinave et française de l’album étant prévues pour la rentrée, Henry se remet à la scène, tantôt seul avec une guitare électrique, tantôt avec quelques amis, comme avec le groupe Shelby ou bien sûr The Flying Padovanis.

### Reformations
La reformation du groupe The Police, avec la tournée mondiale qui l’accompagne et la sortie du Best of Police (avec en premier titre le tout premier single du groupe, Fall Out, enregistré en 1977 par Henry, Sting et Stewart Copeland) donne un vrai coup de projecteur sur le retour d’Henry Padovani à la musique et l’existence de ce "secret Police Man" que beaucoup découvrent à cette occasion et apprennent à connaître au fil de ses nombreuses interviews du moment (CNN, BBC, Europe 1, Thierry Ardisson, etc.).
Les 29 et 30 septembre 2007, à l'occasion de la tournée de reformation de The Police, Henry Padovani rejoint les autres membres du groupe sur la scène du Stade de France. Ils clôturent ensemble les deux concerts en interprétant Next to You.
Entre 2007 et 2009, Henry Padovani monte régulièrement sur scène avec son ami Rachid Taha et les Flying Padovanis, maintenant surnommés « the kings of Instrumental rock », qui jouent beaucoup en Angleterre, Belgique, Autriche et jusqu'au Japon (Fuji Rock Festival).
Fin 2009, Henry Padovani entame une tournée de concerts solo, seul au chant avec 2 guitares, qui l'amène jusqu'à Singapour, en Australie et en Nouvelle-Zélande. Le film de Lionel Guedj et Stephane Bebert y est présenté à cette occasion en version de travail.
En janvier 2010, le film Rock'n'Roll...Of Corse ! est enfin terminé et obtient une sélection officielle au festival de Cannes. En mai, Henry monte ainsi les marches du festival au bras de sa fille Fédora et les Flying Padovanis offrent un concert mémorable sur la plage du Majestic qui rassemble toute la croisette, avant que soit présenté le film sur un écran géant installé sur la plage. Mais le film ne sortira en salles qu'en septembre 2016.
En mai 2010, lors du procès de la chanteuse corse Patrizia Gattaceca, mise en examen en novembre 2007 pour recel de malfaiteurs en relation avec une entreprise terroriste dans le cadre de l'enquête sur la cavale d'Yvan Colonna, Henry Padovani organise au Réservoir à Paris un concert exceptionnel de soutien. Le concert est filmé par le cinéaste corse Magà Ettori pour France 3 Corse. Patrizia Gattaceca dira : « C’est un moment très important pour moi, grâce à Henry Padovani, je retrouve aujourd'hui la scène parisienne et mon public, mon assignation à résidence ne me permettant pas de quitter l'île. J'aime le Réservoir et son esprit rock et baroque ».
Henry Padovani a ensuite été choisi pour faire partie du jury de l'émission X Factor diffusée sur M6 et RTL-TVI au printemps 2011. Il y coache les candidats de la catégorie "Groupe", qu'il considère comme la plus difficile, et juge leurs prestations aux côtés de Christophe Willem, Véronic Dicaire et Olivier Schultheis. C'est pendant les répétitions du tournage de l'émission qu'Henry apprend le 25 avril le décès de son père Jean.
Parallèlement à l’émission, Henry se consacre à l'enregistrement d'un album au Smokehouse studio de Londres, principalement enregistré en acoustique (guitare - voix et live en studio) avec de nombreuses reprises plusieurs nouvelles chansons. Enregistré « à l'ancienne » en analogique, cet album devrait voir le jour en 2015.
Le 14 janvier 2012, Henry reçoit la médaille d'or de la ville de Nancy remise par André Rossinot, ex-ministre et maire de Nancy, pour son implication depuis 2006 dans l'association nancéienne Un pas vers les seniors et dans l'opération Le fil d'argent, qui œuvre à l’amélioration de l’accès à la culture et aux loisirs des personnes âgées.
Parallèlement, Henry prépare le groupe parisien Marilou et les garçons à l'enregistrement de 8 titres originaux pour la bande sonore du film de Laurent Chollet, Cinéphiles de notre temps. Il enregistre et produira ces 8 titres avec le LMS mobile, légendaire studio mobile de Ronnie Lane pour émuler les sons des années 1940 à 80.
Henry réalise également l'album du groupe de Bath (Angleterre) Peyote avec le LMS mobile et enchaîne avec la réalisation de l'album des Blondes, groupe de Christine Lidon (les Bandits) avec lequel il joue souvent sur scène.
Henry participe le 7 juin 2013 au vélodrome de Berlin, la veille des élections en Iran, au Hope concert organisé pour soutenir la démocratie dans ce pays. Il y interprète trois chansons, Nature boy de Nat king Cole, I Love Today spécialement écrite pour l'occasion et une version blues de Rien de rien, accompagné pour l'occasion par un orchestre symphonique. Il part ensuite pour une longue tournée solo acoustique qui le mène en Russie, Italie, Japon, Angleterre et dernièrement au Brésil. Il en profite pour jouer en 2014 sur la place Pascal Paoli, à Ile rousse... son premier concert en Corse.
En septembre 2016, à l'occasion de la sortie en salles de Rock’n’roll… Of Corse !, Padovani passe dans les émissions de radio et de télévision françaises.
En octobre 2016, il passe au théâtre de Bastia avec Rock’n’roll… Of Corse ! qui fait l'ouverture du festival Arte Mare.
Le 12 novembre 2016, Henry Padovani rejoint Sting sur la scène du Bataclan pour interpréter la chanson Next to you lors du concert de réouverture de la salle, fermée pendant près d'un an à la suite des attentats terroristes ayant frappé Paris le 13 novembre 2015.

## Discographie
- Fall Out / Nothing Achieving (1977) Single avec The Police
- The Electric Chairs (1978) avec Wayne County and the Electric Chairs
- Storm the Gates of Heaven (1979) avec Wayne County and the Electric Chairs
- Things Your Mother Never Told You (1980) avec Wayne County and the Electric Chairs
- J'attends les marines / So many ways avec The Electric Chairs
- Va plus haut / Western Pasta avec The Flying Padovanis
- Font l'enfer avec The Flying Padovani's
- They Call Them Crazy avec The Flying Padovani's
- Johnny Thunders tribute, compilation hommage à Johnny Thunders
- À croire que c'était pour la vie (2006), The Flying Padovani's, album solo avec Sting, Stewart Copeland, Steve Hunter, Manu Katché, Chris Musto
- Three for trouble (2007), collection complète des Flying Padovani's, avec inédits, démos et vidéos de concerts
- I Love Today (2016)

## Vidéographie

### DVD
- Rock'N'Roll Of Corse (2017)